# Cladotanytarsus bukavus
Cladotanytarsus bukavus är en tvåvingeart som först beskrevs av Lehmann 1979.  Cladotanytarsus bukavus ingår i släktet Cladotanytarsus och familjen fjädermyggor.
Artens utbredningsområde är Kongo. Inga underarter finns listade i Catalogue of Life.